# Ariadna septemcincta
Ariadna septemcincta är en spindelart som först beskrevs av Arthur Urquhart 1891.  Ariadna septemcincta ingår i släktet Ariadna och familjen sexögonspindlar. Inga underarter finns listade i Catalogue of Life.